# Carl Peter Hilleström

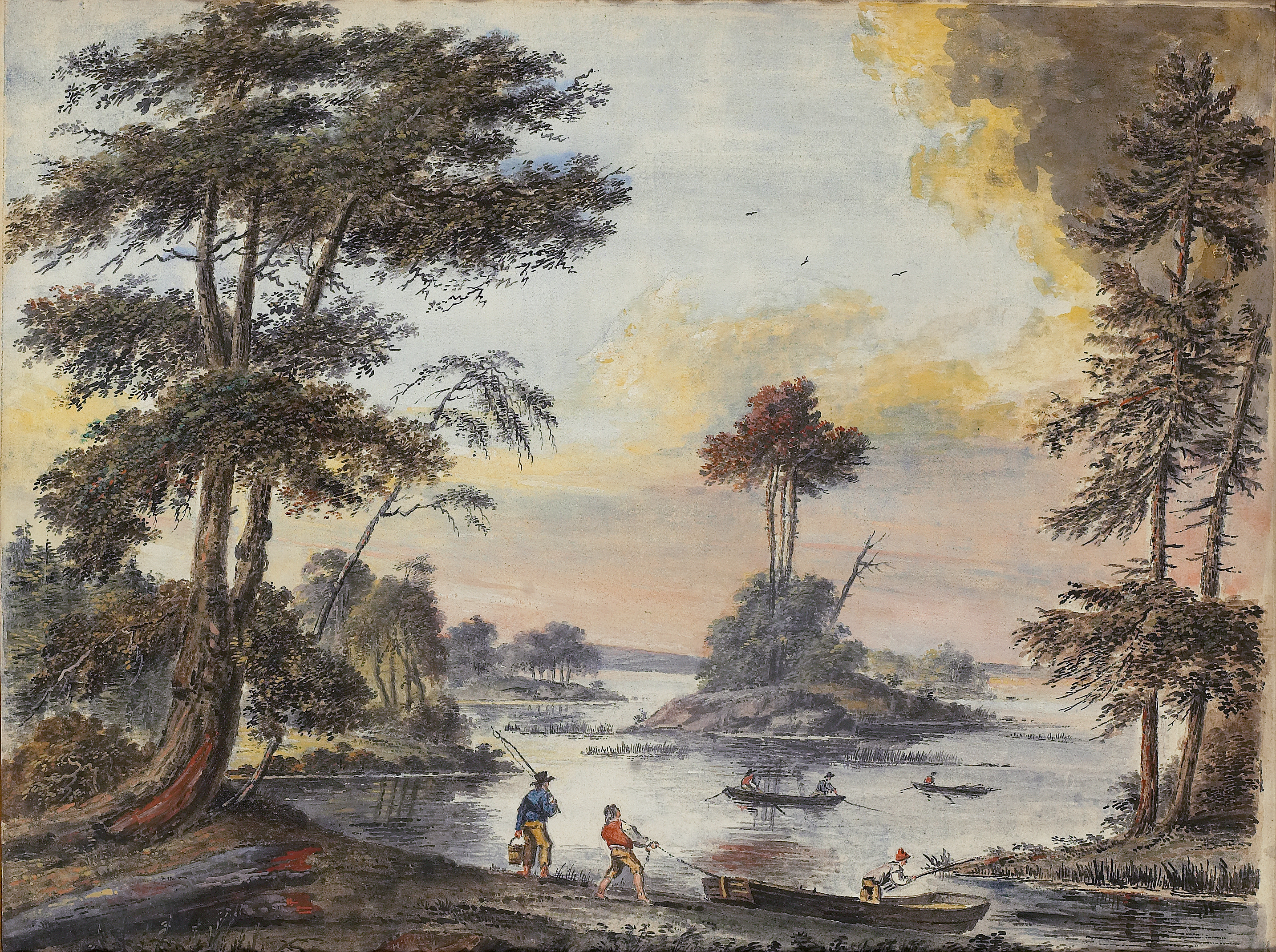
"Fiskafänge", Gouache av Carl Petter Hilleström.

Carl Peter Hilleström, född 1760 i Stockholm, död 1812 i Stockholm, var en svensk målare.

## Biografi
Carl Peter Hilleström var son till Pehr Hilleström och bror till Charlotta Ulrika Hilleström. Han studerade vid Konstakademien och senare i Paris. Liksom sin far var han gobelängvävare men målade också landskap. Han var en tid lärare i teckning vid
Krigsskolan på Karlberg.
Hilleström vann snabbt rykte som en habil landskapsmålare i Johan Philip Korns stil, men lyckades aldrig helt komma över beroendet av denne, Louis Belanger och Carl Johan Fahlcrantz. Hilleström finns representerad vid Nationalmuseum i Stockholm, Norrköpings konstmuseum, Uppsala universitetsbibliotek och Sjöhistoriska museet i Stockholm.

## Verk i urval

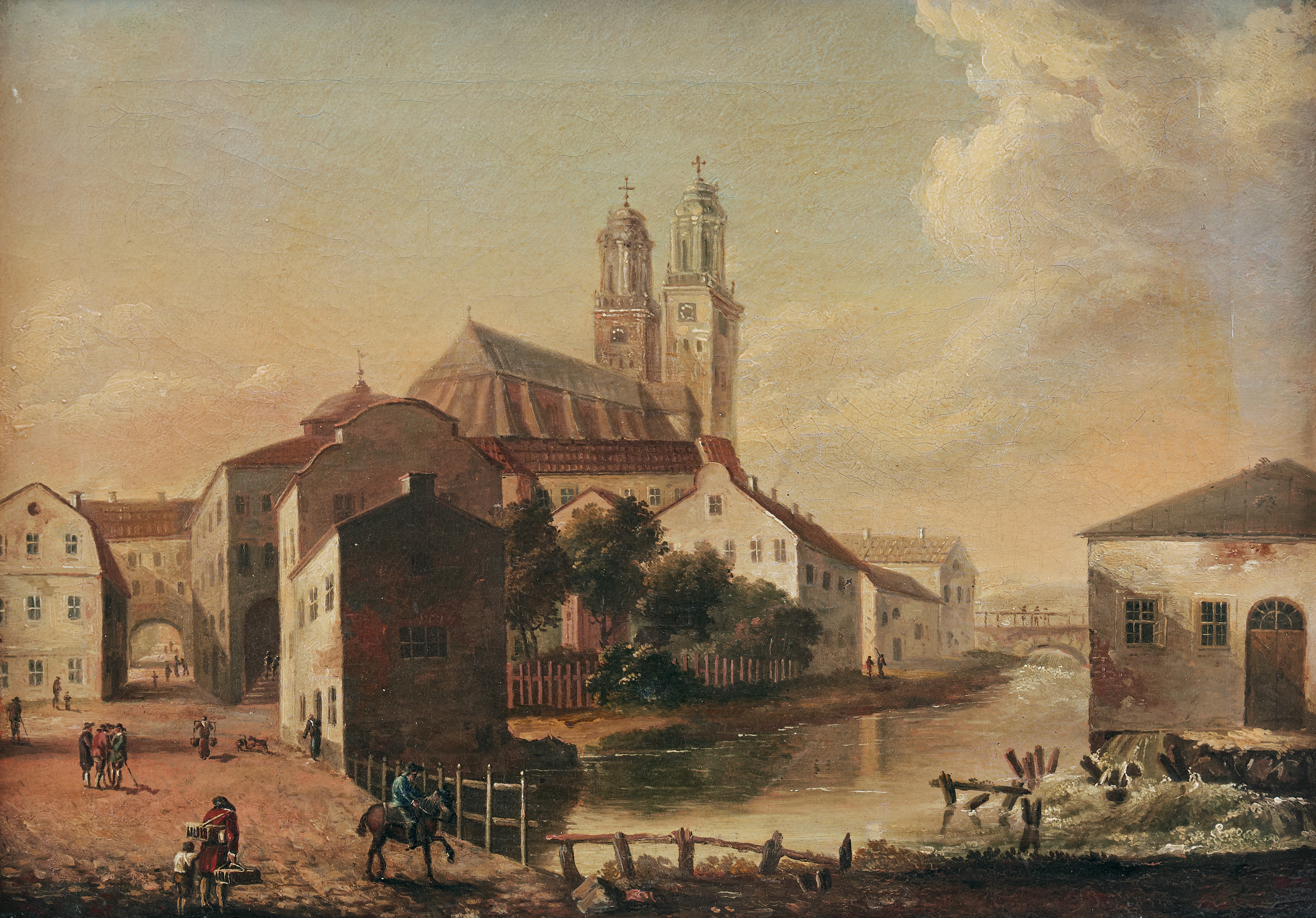
Uppsala domkyrka (1800)
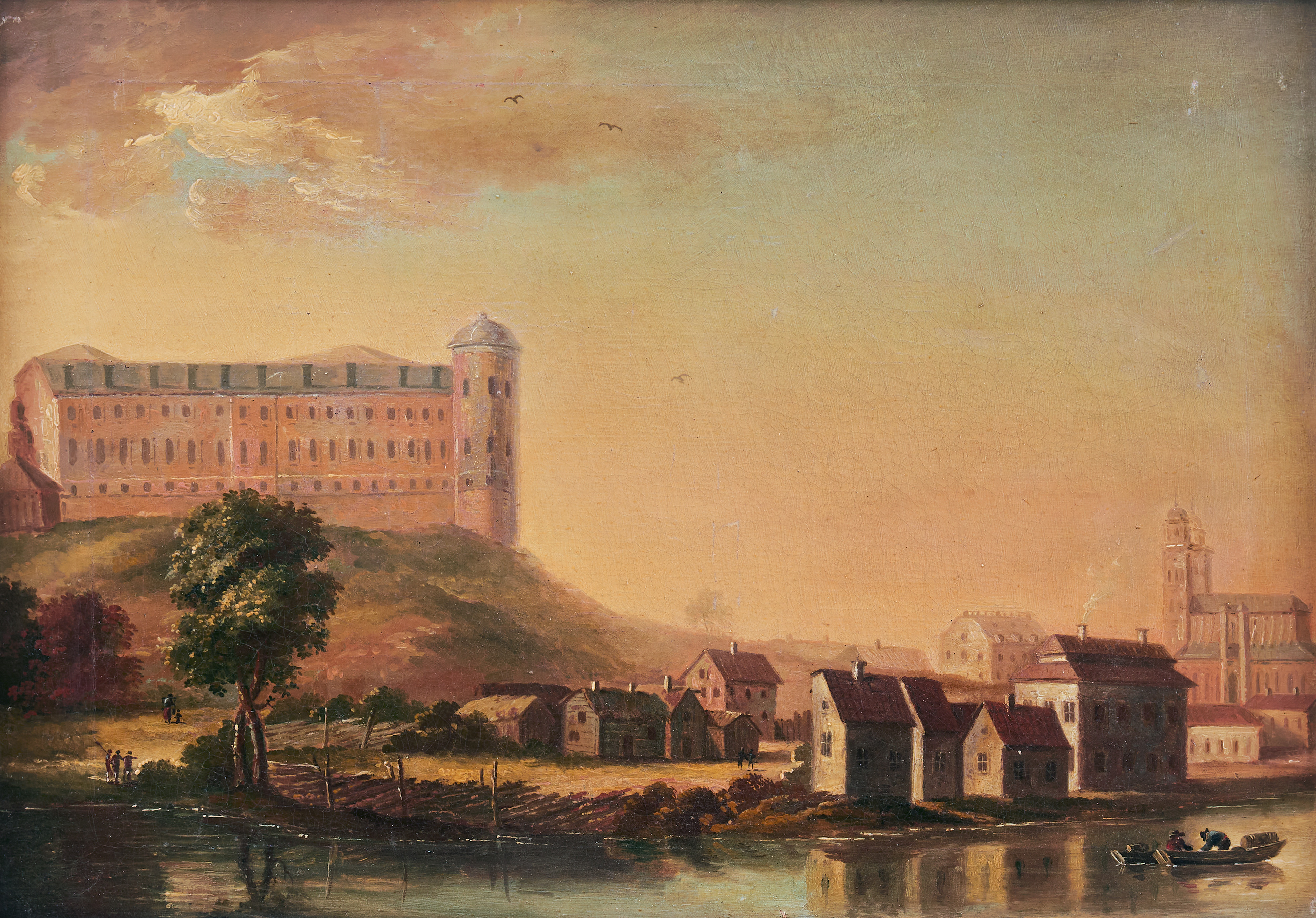
Uppsala slott (1800)